# Moreira do Castelo
Moreira do Castelo is een plaats (freguesia) in de Portugese gemeente Celorico de Basto en telt 615 inwoners (2001).

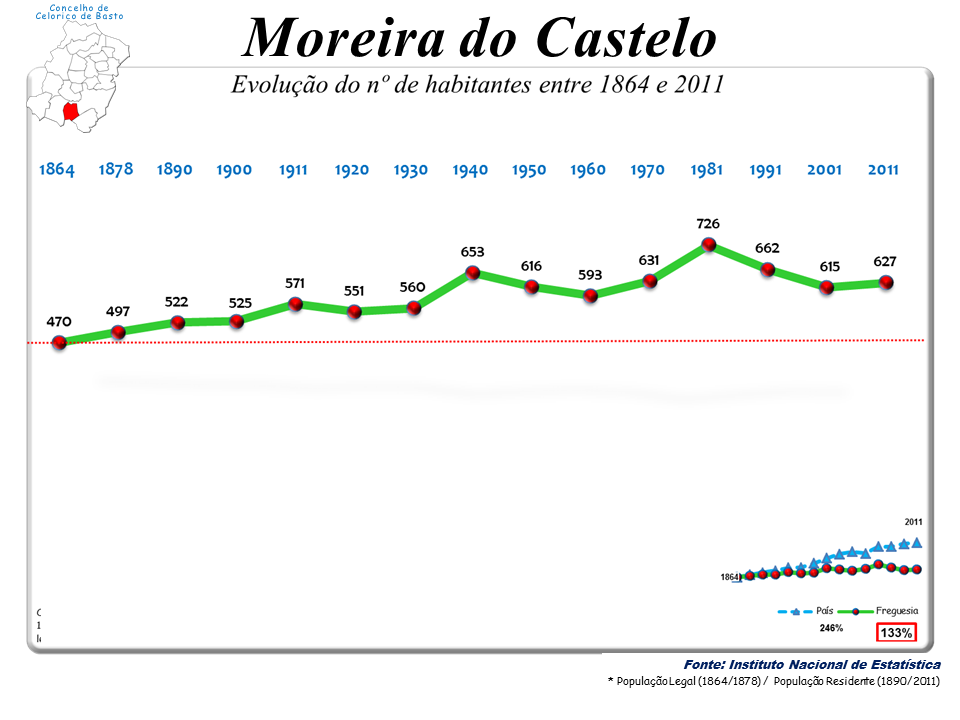
Bevolkingsontwikkeling tussen 1864 en 2011